# Tom O'Mahoney
Tom O'Mahoney (Clonmel, Ierland, 11 november 1945) is de Nederlandse golfbondscoach. Hij is lid van zowel de Britse als de Nederlandse PGA en heeft sinds 1977 de Nederlandse nationaliteit.

## Jeugd
Tom is de zoon van Daniel Joseph (Danjoe) en Mary O'Mahoney. Hij werd op Sint Maarten geboren in Clonmel, waar Danjoe als sergeant van het Ierse gelegerd was en Mary ontmoette. Eerst kreeg het jonge echtpaar een dochter Mary, die al in 1944 overleed. Na Tom kwamen nog twee dochters, Margareth in 1945 en Bridget in 1963.

In 1946 werd Danjoe O'Mahoney overgeplaatst, zodat Tom in de buurt van Cork opgroeide. Zijn lagere school was in Cloghroe, op 45 minuten loopafstand.
Na zijn schooltijd werkte Tom bij Tim McElligott, de professional van de Muskerry Golfclub in Muskerry. Toen hij 17 jaar was werd hij assistent pro op de Walton Heath Golf Club, wat eerst alleen inhield dat hij klusjes mocht doen, de shop schoonhouden, clubs repareren, grips vervangen, houten clubs schuren en lakken. Hij werd eerst lid van de Ierse PGA en na een jaar ook van de Britse PGA. Headprofessional was Ryder Cup speler Harry Busson, die er tot 1977 werkte. Pas na een paar maanden mocht hij af en toe zelf les geven en zondags speelde hij vaak met leden, die daarvoor betaalden.

## Speler
Terwijl hij les gaf op Walton Heath, speelde O'Mahoney van 1963-1966 op de Europese Tour. Daarna concentreerde hij zich op het lesgeven.
Acht jaar lang speelde Tom O'Mahoney in het Nederlandse team dat in de 80'er jaren de Interland tegen België speelde. Slechts eenmaal verloor zijn team van de Belgen. In die periode heeft hij in zijn team o.a. de volgende spelers gehad: Simon van den Berg, Cees Borst, Dick Dekker, Wilfred Lemmens, Bertus van Mook, Cees Renders en Henk Stevens, die vaak captain was.

In die tijd bestond het team uit teaching-pro's, die veel les gaven en weinig speelden. Tegenwoordig bestaat het team uit playing professionals.
Toen hij de leeftijd naderde dat hij op de Seniors Tour kon spelen, verheugde hij zich erop zijn oude vrienden, zoals Eamon Darcy en Christy O'Connor jr., weer te zien. Zijn beste resultaat op de Seniors Tour was een 23ste plaats bij het Senior British Open Championship op Royal Portrush in Noord-Ierland.

#### Gewonnen
- 2001: Bäumler Cup

#### Teams
- International Team Matchplay: 1990
- Interland Holland - België: 8 keer (1984-1991?)

## Coach
In 1970 verliet O'Mahoney Walton Heath en begon les te geven op de Noordwijkse Golfclub, waar Gerard de Wit toen head-professional was. Ook van buitenaf kwamen golfers naar Noordwijk toe om speciaal bij Tom les te nemen. Een van hen was Marco van Basten, hij speelde sinds eind 80'er jaren golf, en had al snel handicap 18. Twintig jaar later speelt hij handicap 3.

#### Bondscoach
Sinds 1988 is O'Mahoney bondscoach.
Hij is ook de coach van enkele tour-spelers; eerst waren dat Chris van der Velde en Mette Hageman, later ook Nienke Nijenhuis, Robert-Jan Derksen en Maarten Lafeber.

## Afscheid
In november 2010 nam Tom O'Mahoney afscheid van de Noordwijkse Golf. Ter gelegenheid van zijn vertrek schreef Ruud Onstein een boekje over hem: Leven en Lessen van Tom O'Mahoney.

## Onderscheiding
In 2003 is O'Mahoney Ridder in de Orde van Oranje-Nassau geworden.